# Provincia de Hormozgán
Hormozgan (en persa: هرمزگان) es una de las 31 provincias de Irán. Situada en el sur del país, en el litoral norte del estrecho de Ormuz, su capital es Bandar Abbas. Su territorio ocupa una superficie similar a Irlanda. Los portugueses conquistaron varios enclaves, especialmente en las islas, desde 1506 y fueron expulsados casi un siglo después.

## División política
Hormozgan se divide en 11 condados (shahrestanes):

Mapa des Condados de Hormozgan

- Condado de Abumusa
- Condado de Bandar Abbas
- Condado de Bandar Lengeh
- Condado de Bastak
- Condado de Hajiabad
- Condado de Jask
- Condado de Khamir
- Condado de Minab
- Condado de Parsian
- Condado de Qeshm
- Condado de Rudan

## Islas
Esta provincia tiene las siguientes islas en su territorio:
- Qeshm,
- Kish,
- Tumb Mayor y Menor,
- Abu Musa,
- Laván,
- Hengam,
- Ormuz,
- Sirri,
- Faror,
- Forurgan,
- Shotur,
- Larek,
- Hendurabi.